# まんが世界昔ばなし
『まんが世界昔ばなし』（まんがせかいむかしばなし）は、TBS系列で放送されたテレビアニメ。放映期間は1976年10月7日から1979年3月28日放送。全127回。スタート当初は毎週木曜 19:00 - 19:30だったが、後に、1978年4月5日から毎週水曜 19:30 - 20:00に移行した。1話約12分の2本編成。

## 番組概要
世界各地の民話・伝説なども題材としている（欧米に限らず、アジアやキューバの伝説なども扱う）が、グリム童話・アンデルセン童話など、欧米の古典的童話を題材に取ったものも多い。また、『フランダースの犬』など、通常昔話には含まれない児童文学や、実在の人物の伝記も扱う。1977年秋には「そんごくう」と題して『西遊記』を前編・後編で扱ったが、テレビ人形劇『飛べ!孫悟空』の放送直前であった。後期は1話完結だけでなく、1つの作品につき5-10回程度の続き物もあった。
1987年6月にTDKコアから発売されたビデオ版（全20巻）は当時のビデオソフトとしては低価格の1本2980円で販売され、販売数は発売から約1年半で約30万本に達した。
図書館や公共施設向けに全話、DVD化されている。

## キャスト
- 宮城まり子（全話）
- 名古屋章（後期より参加）

## スタッフ
- 企画：ワールドテレビジョン株式会社、TBSブリタニカ、ダックスインターナショナル
- 制作：ダックスインターナショナル、TBS（ビデオソフト化以降はTBSのみ表記なし）
- 著作：TBSサービス（現：TBSグロウディア）、ワールドテレビジョン（EDラストのカットに表示）
- 協力：童話舎、マッドハウス
- プロデューサー：丹野雄二、おおだ靖夫、小藤坦、井上博（TBS）
- 音楽：伊部晴美
- 監督：葛生雅美、松戸館、曽我仁彦、土屋啓之助、野崎貞夫、葉方丹、西牧秀夫、石田忠賢
- 撮影：高橋プロダクション、高橋宏固、弘野正之、杉村重郎
- 編集：近代編集室
- 録音：東京映画、東宝映像サウンドスタジオ
- 現像：東洋現像所（現：IMAGICA→IMAGICA Lab.）
- 選曲：白井多美雄
- 設定制作：岩瀬安輝
- 制作進行：斉藤昭一郎
- 制作担当：小池弘文、池田陽一

## 主題歌
全てビクター音産より発売。
オープニングテーマ
ウバ・ウバ・ウキャキャ（第1話 - 第52話）
歌 - 宮城まり子 / 作詞 - 宮城まり子 / 作曲 - 森田公一 / 編曲 - 小山よしあき
私を誘うのは誰（私を呼ぶのは誰）（第53話 - 第104話）
歌 - 宮城まり子 / 作詞 - 有馬三恵子 / 作曲・編曲 - すぎやまこういち
ママ! ひみつだよ（第105話 - 第127話）
歌 - 宮城まり子 / 作詞 - 宮城まり子 / 作曲・編曲 - 馬飼野康二
エンディングテーマ
夢をみたの（第1話 - 第52話）
歌 - 宮城まり子 / 作詞 - 宮城まり子 / 作曲 - 森田公一 / 編曲 - 小山よしあき
めもわーる（第53話 - 第104話）
歌 - 宮城まり子 / 作詞 - 有馬三恵子 / 作曲・編曲 - すぎやまこういち
天使がとおる（第105話 - 第127話）
歌 - 宮城まり子 / 作詞 - 宮城まり子 / 作曲・編曲 - 馬飼野康二
- 第1オープニングテーマは第1話から第52話まで、第2オープニングテーマは第53話から第104話まで、第3オープニングテーマは第105話から第127話まで使用されている。また、第1エンディングテーマは第1話から第52話まで、第2エンディングテーマは第53話から第104話まで、第3エンディングテーマは第105話から第127話まで使用されている。
- 2009年4月15日発売の『青春ラジメニア 20周年記念アルバム アニソン玉手箱〜ひねくれの逆襲〜』（規格品番：COCX-35482、日本コロムビア）にてオープニング曲の「ウバ・ウバ・ウキャキャ」が初CD化。
- 2012年11月21日 発売の『スター★デラックス 宮城まり子 ガード下の靴みがき〜ねむの木の詩』（規格品番：VICL-63958、ビクターエンタテインメント）にエンディング曲の「夢をみたの」が収録された
- 2013年1月23日発売の『宮城まり子BOX 唄の自叙伝』（規格品番：VICL-63981〜5、ビクターエンタテインメント）にて上記の全曲が収録され、同日にiTunesなどの音楽配信サイトで全曲のダウンロード販売が開始された。

## 放送リスト
| 回  | 放送日         | サブタイトル                                   | 脚本           | 演出                          |
| --- | -------------- | ---------------------------------------------- | -------------- | ----------------------------- |
| 1   | 1976年 10月7日 | おおかみと七ひきの子やぎ                       | 朝倉千筆       | 波多正美                      |
| 1   | 1976年 10月7日 | 美女と野獣                                     | 片岡輝         | 松戸完                        |
| 2   | 10月14日       | にんぎょ姫                                     | 朝倉千筆       | 大橋学 竹内啓雄               |
| 2   | 10月14日       | うさぎのわるぢえ                               | 片岡輝         | 平岡敏之                      |
| 3   | 10月21日       | はだかの王様                                   | 朝倉千筆       | 竹内啓雄                      |
| 3   | 10月21日       | 二ひきのよくばり子ぐま                         | 首藤剛志       | 石黒篤                        |
| 4   | 10月28日       | ジャックとまめの木                             | 朝倉千筆       | 高屋敷英夫                    |
| 4   | 10月28日       | 鐘をならしたきじ                               | 久保田圭司     | 平岡敏之                      |
| 5   | 11月4日        | まほうのソーセージ                             | 首藤剛志       | 小華和ためお                  |
| 5   | 11月4日        | みにくいあひるの子                             | 片岡輝         | 石黒昇                        |
| 6   | 11月11日       | ハメルンの笛ふき                               | 久保田圭司     | 石黒昇                        |
| 6   | 11月11日       | ウィリアム・テル                               | 久保田圭司     | 竹内大三                      |
| 7   | 11月18日       | 赤ずきんちゃん                                 | おおのたけお   | 千葉すみこ                    |
| 7   | 11月18日       | かしこいコヨーテ                               | 久保田圭司     | 水沢わたる                    |
| 8   | 11月25日       | ドン・キホーテ                                 | おおのたけお   | りんたろう                    |
| 8   | 11月25日       | 幸福の王子                                     | 片岡輝         | 高屋敷英夫                    |
| 9   | 12月2日        | 王様の耳はろばの耳                             | 首藤剛志       | 高橋良輔                      |
| 9   | 12月2日        | 海の水はなぜからい                             | 首藤剛志       | 竹内啓雄                      |
| 10  | 12月9日        | 青ひげ                                         | 朝倉千筆       | 近藤英輔                      |
| 10  | 12月9日        | フランダースのいぬ                             | 朝倉千筆       | 松戸完                        |
| 11  | 12月16日       | 金色のがちょう                                 | おおのたけお   | やすみ哲夫                    |
| 11  | 12月16日       | メドゥーサの首                                 | 久保田圭司     | 秦泉寺博                      |
| 12  | 12月23日       | 十一わのはくちょう                             | 朝倉千筆       | 高屋敷英夫                    |
| 12  | 12月23日       | マッチうりの少女                               | 朝倉千筆       | 村野守美                      |
| 13  | 12月30日       | 十二の月                                       | 片岡輝         | 大橋学                        |
| 13  | 12月30日       | 赤ずきんちゃん（再放送）                       | おおのたけお   | 千葉すみこ                    |
| 14  | 1977年 1月6日  | 長ぐつをはいたねこ                             | おおのたけお   | 小華和ためお                  |
| 14  | 1977年 1月6日  | 動物たちと火                                   | 首藤剛志       | 高屋敷英夫                    |
| 15  | 1月13日        | わがままな巨人                                 | 朝倉千筆       | 松戸完                        |
| 15  | 1月13日        | さまよえるオランダ人                           | 久保田圭司     | りんたろう                    |
| 16  | 1月20日        | ヘンゼルとグレーテル                           | 久保田圭司     | 立花遊                        |
| 16  | 1月20日        | しりたがりやのとら                             | おおのたけお   | 竹内大三                      |
| 17  | 1月27日        | ブレーメンの音楽隊                             | 首藤剛志       | 竹内啓雄                      |
| 17  | 1月27日        | ロスタムとソホラーブ                           | 朝倉千筆       | 吉田健次郎                    |
| 18  | 2月3日         | いばら姫                                       | 朝倉千筆       | 川尻善昭                      |
| 18  | 2月3日         | 洋服がごはんをたべた話                         | 朝倉千筆       | 高屋敷英夫                    |
| 19  | 2月10日        | 町のねずみといなかのねずみ                     | 首藤剛志       | 池野文雄                      |
| 19  | 2月10日        | にじの鳥                                       | 朝倉千筆       | 千葉すみこ                    |
| 20  | 2月17日        | ノアのはこ舟                                   | 首藤剛志       | もりまさき                    |
| 20  | 2月17日        | ろばになった旅人                               | おおのたけお   | 近藤英輔                      |
| 21  | 2月24日        | アリババと四十にんの盗賊                       | 首藤剛志       | 竹内啓雄                      |
| 21  | 2月24日        | ナイチンゲールとばら                           | 石井宏         | 竹内啓雄                      |
| 22  | 3月3日         | ジャンヌ・ダルク                               | おおのたけお   | 秦泉寺博                      |
| 22  | 3月3日         | おじぞう様の赤い目                             | 首藤剛志       | 堀口忠彦                      |
| 23  | 3月10日        | おやゆび姫                                     | 朝倉千筆       | 小華和ためお                  |
| 23  | 3月10日        | さるのきも                                     | 首藤剛志       | 高屋敷英夫                    |
| 24  | 3月17日        | なんぱ船                                       | 首藤剛志       | 松戸完                        |
| 24  | 3月17日        | ねこがごはんのあとに顔をあらうわけ             | 首藤剛志       | 矢沢則夫                      |
| 25  | 3月24日        | さいごの一葉                                   | 朝倉千筆       | 菊田武勝                      |
| 25  | 3月24日        | おばあさんと白くま                             | 首藤剛志       | 千葉すみこ                    |
| 26  | 3月31日        | トロイの木馬                                   | おおのたけお   | スタジオ・ライブ 松戸完       |
| 26  | 3月31日        | 魔弾の射手                                     | 朝倉千筆       | 竹内大三                      |
| 27  | 4月7日         | 北風のくれたテーブルかけ                       | 首藤剛志       | 波多正美                      |
| 27  | 4月7日         | にじの湖                                       | 朝倉千筆       | 鳥井ひろゆき                  |
| 28  | 4月14日        | シンデレラ                                     | 朝倉千筆       | しんはじめ                    |
| 28  | 4月14日        | うさぎにまけたとら                             | 朝倉千筆       | スタジオ・ライブ さかいあきお |
| 29  | 4月21日        | ライオンのおんがえし                           | 首藤剛志       | 吉田茂承                      |
| 29  | 4月21日        | 医者になったおひゃくしょうさん                 | 朝倉千筆       | 青木久利                      |
| 30  | 4月28日        | おおかみと少年                                 | 金子裕         | せきまろ                      |
| 30  | 4月28日        | おばけのびんづめ                               | 首藤剛志       | 又野龍也                      |
| 31  | 5月5日         | 赤いくつ                                       | 朝倉千筆       | 松戸完                        |
| 31  | 5月5日         | なかまはずれのこうもり                         | 金子裕         | 立花遊                        |
| 32  | 5月12日        | 七つの星                                       | 首藤剛志       | スタジオ・ライブ 望月敬一郎   |
| 32  | 5月12日        | あざらしの皮                                   | 宮崎真由美     | 坂田透                        |
| 33  | 5月19日        | すずの兵隊さん                                 | 朝倉千筆       | 竹内啓雄                      |
| 33  | 5月19日        | かめがのろのろあるくわけ                       | 首藤剛志       | 福冨博                        |
| 34  | 5月26日        | 火うちばこと兵隊さん                           | 朝倉千筆       | 松戸完                        |
| 34  | 5月26日        | がちょう番の娘                                 | 首藤剛志       | 松戸完                        |
| 35  | 6月2日         | ガリバー旅行記                                 | 高屋敷英夫     | 川尻善昭                      |
| 35  | 6月2日         | オルペウスのたて琴                             | 朝倉千筆       | 竹内留吉                      |
| 36  | 6月9日         | きつねとうさぎのちえくらべ（1）                | 朝倉千筆       | 福原悠一                      |
| 36  | 6月9日         | ファウスト                                     | 首藤剛志       | 木村一郎                      |
| 37  | 6月16日        | アラジンとまほうのランプ                       | 伊東三平       | 福原悠一 小華和ためお         |
| 37  | 6月16日        | どうしていぬとねこは仲がわるいか               | 木間瀬恵       | 椛島義夫                      |
| 38  | 6月23日        | まほうの子うま                                 | おおのたけお   | スタジオ・ライブ 木口準       |
| 38  | 6月23日        | あるおかあさんの物語                           | 朝倉千筆       | 堀池義治                      |
| 39  | 6月30日        | しらゆき姫                                     | 朝倉千筆       | 波多正美                      |
| 39  | 6月30日        | わらと炭とそらまめ                             | 竹内啓雄       | 福冨博 本多敏行               |
| 40  | 7月7日         | たなばたさま                                   | おおのたけお   | スタジオ・ライブ さかいあきお |
| 40  | 7月7日         | ガリレオ・ガリレイ                             | 首藤剛志       | 西牧秀夫                      |
| 41  | 7月14日        | 三びきの子ぶた                                 | 首藤剛志       | 高屋敷英夫                    |
| 41  | 7月14日        | イワンのばか                                   | 朝倉千筆       | 竹内大三                      |
| 42  | 7月21日        | きつねとうさぎのちえくらべ（2）                | 朝倉千筆       | 福原悠一                      |
| 42  | 7月21日        | ドラキュラ                                     | 首藤剛志       | 又野龍也                      |
| 43  | 7月28日        | 炎のうま                                       | 朝倉千筆       | 松戸完                        |
| 43  | 7月28日        | 仕事をとりかえたおやじさん                     | 斎藤次郎       | 近藤喜文                      |
| 44  | 8月4日         | はくちょうの騎士                               | おおのたけお   | 木村一郎                      |
| 44  | 8月4日         | でこしろ                                       | 首藤剛志       | 西牧秀夫                      |
| 45  | 8月11日        | エミリーの赤いてぶくろ                         | 朝倉千筆       | 千葉すみこ                    |
| 45  | 8月11日        | きつねのさいばん                               | 高屋敷英夫     | 青木悠三                      |
| 46  | 8月18日        | きつねとうさぎのちえくらべ（3）                | 朝倉千筆       | 福原悠一                      |
| 46  | 8月18日        | フランケンシュタイン                           | 首藤剛志       | 又野龍也                      |
| 47  | 8月25日        | 金色のしか                                     | 井口大介       | 福冨博                        |
| 47  | 8月25日        | かぜをひいたうさぎ                             | 松岡志奈       | 竹内大三                      |
| 48  | 9月1日         | ロビンフッドのぼうけん                         | 久保田圭司     | 木口準                        |
| 48  | 9月1日         | 魔法の木の葉                                   | 首藤剛志       | 福原悠一                      |
| 49  | 9月8日         | 死をかけた友情                                 | 斎藤次郎       | もりまさき                    |
| 49  | 9月8日         | 水の精と少年                                   | 井口大介       | 川尻善昭                      |
| 50  | 9月15日        | そんごくう一の巻                               | 首藤剛志       | 望月敬一郎                    |
| 50  | 9月15日        | なぜカラスはカッコウの卵のせわをするか         | 松岡志奈       | せきまろ                      |
| 51  | 9月22日        | そんごくう二の巻                               | 首藤剛志       | 野田拓実                      |
| 51  | 9月22日        | ありときりぎりす                               | 首藤剛志       | 山崎隆生                      |
| 52  | 9月29日        | リア王                                         | 井口大介       | 千葉すみこ                    |
| 52  | 9月29日        | 夜光の玉                                       | 木間瀬恵       | 高橋良輔                      |
| 53  | 10月6日        | 若草物語                                       | 朝倉千筆       | 木村一郎                      |
| 54  | 10月13日       | にんじん                                       | 才賀明         | 西牧秀夫                      |
| 55  | 10月20日       | 家なき子                                       | 久保田圭司     | 不二みね夫                    |
| 56  | 10月27日       | ナイチンゲール物語                             | 首藤剛志       | 桂京介                        |
| 57  | 11月3日        | 宝島                                           | 藤川桂介       | 望月敬一郎                    |
| 58  | 11月10日       | 少女コゼット                                   | 朝倉千筆       | 山崎隆生                      |
| 59  | 11月17日       | カルメン                                       | 朝倉千筆       | 西牧秀夫                      |
| 60  | 11月24日       | 白鳥の湖                                       | 朝倉千筆       | 山口周三                      |
| 61  | 12月1日        | ロミオとジュリエット                           | 久保田圭司     | 桂京介                        |
| 62  | 12月8日        | 不思議の国のアリス                             | 首藤剛志       | 青木悠三                      |
| 63  | 12月15日       | アンクルトムの小屋                             | 片岡輝         | 野田拓実                      |
| 64  | 12月22日       | くるみわり人形                                 | 首藤剛志       | 西牧秀夫                      |
| 65  | 12月29日       | 雪の女王                                       | おおのたけお   | 不二みね夫                    |
| 66  | 1978年 1月5日  | 雪だるまの詩                                   | 首藤剛志       | 西牧秀夫                      |
| 66  | 1978年 1月5日  | 愛の一家 第1話 すりへった階段                  | 首藤剛志       | 秦泉寺博                      |
| 67  | 1月12日        | 海へ行った湖の魚                               | 松岡志奈       | 又野龍也                      |
| 67  | 1月12日        | 愛の一家 第2話 まいごのもみの木                | 首藤剛志       | 秦泉寺博 福田皖               |
| 68  | 1月19日        | マンゴーの実と猿の王様                         | 木間瀬恵       | 福原悠一                      |
| 68  | 1月19日        | 愛の一家 第3話 もう一人のウィルヘルム          | 首藤剛志       | 秦泉寺博 福田皖               |
| 69  | 1月26日        | 岩じいさん                                     | 木間瀬恵       | やすみ哲夫                    |
| 69  | 1月26日        | 愛の一家 最終回 しあわせの電報                 | 首藤剛志       | 秦泉寺博 福田皖               |
| 70  | 2月2日         | 春伊とひきがえる                               | 松岡志奈       | 山崎隆生                      |
| 70  | 2月2日         | トム・ソーヤの冒険 第1話 ペンキぬりも楽しいぞ  | 朝倉千筆       | 西牧秀夫 福田皖               |
| 71  | 2月9日         | ふしぎな胡弓                                   | 朝倉千筆       | 羽柴稔                        |
| 71  | 2月9日         | トム・ソーヤの冒険 第2話 大さわぎ!日曜学校     | 朝倉千筆       | 西牧秀夫 福田皖               |
| 72  | 2月16日        | デイックと猫                                   | 松岡志奈       | 望月敬一郎                    |
| 72  | 2月16日        | トム・ソーヤの冒険 第3話 ジャクソン島の宝探し  | 朝倉千筆       | 西牧秀夫 福田皖               |
| 73  | 2月23日        | おひとよしの羊かい                             | 首藤剛志       | 不二みね夫                    |
| 73  | 2月23日        | トム・ソーヤの冒険 最終回 海賊が町へやってきた | 朝倉千筆       | 西牧秀夫 福田皖               |
| 74  | 3月2日         | うさぎがバターをとる話                         | 朝倉千筆       | 西牧秀夫                      |
| 74  | 3月2日         | 十五少年漂流記 第1話                           | 久保田圭司     | 秦泉寺博 白川忠志             |
| 75  | 3月9日         | 親孝行なお役人                                 | 木間瀬恵       | 福原悠一                      |
| 75  | 3月9日         | 十五少年漂流記 第2話                           | 久保田圭司     | 秦泉寺博 白川忠志             |
| 76  | 3月16日        | 雲のかじ屋さん                                 | 松岡志奈       | 羽柴稔                        |
| 76  | 3月16日        | 十五少年漂流記 第3話                           | 久保田圭司     | 秦泉寺博 白川忠志             |
| 77  | 3月23日        | 霜の巨人                                       | 松岡志奈       | 高橋良輔                      |
| 77  | 3月23日        | 十五少年漂流記 第4話                           | 久保田圭司     | 秦泉寺博 白川忠志             |
| 78  | 3月30日        | 三色すみれ                                     | 松岡志奈       | 青木悠三                      |
| 78  | 3月30日        | 十五少年漂流記 最終回                          | 久保田圭司     | 秦泉寺博 白川忠志             |
| 79  | 4月5日         | スーホーの白い馬                               | 葉方丹         | 羽柴稔 加藤政志               |
| 79  | 4月5日         | あしながおじさん 第1話 ゆううつな水曜日        | 首藤剛志       | 秦泉寺博 増谷三郎             |
| 80  | 4月12日        | アルプスの名犬バリー                           | 馬越彦弥       | 不二みね夫                    |
| 80  | 4月12日        | あしながおじさん 第2話 はじめてのプレゼント    | 首藤剛志       | 西牧秀夫 増谷三郎             |
| 81  | 4月19日        | 小クラウスと大クラウス                         | 朝倉千筆       | 福原悠一                      |
| 81  | 4月19日        | あしながおじさん 第3話 素敵な一週間            | 首藤剛志       | 羽柴稔 増谷三郎               |
| 82  | 4月26日        | こうのとりになった王様                         | 首藤剛志       | 羽柴稔                        |
| 82  | 4月26日        | あしながおじさん 最終回 おじさんのご招待       | 首藤剛志       | 秦泉寺博 増谷三郎             |
| 83  | 5月3日         | ナイチンゲールと皇帝                           | 朝倉千筆       | 西牧秀夫 及川博史             |
| 83  | 5月3日         | オズの魔法使い 第1話                           | 才賀明         | 原田益次 福田皖               |
| 84  | 5月10日        | カエルが鳴くと雨になるわけ                     | 木間瀬恵       | 又野龍也                      |
| 84  | 5月10日        | オズの魔法使い 第2話                           | 才賀明         | 西牧秀夫 福田皖               |
| 85  | 5月17日        | 森で一番えらい動物                             | 首藤剛志       | 望月敬一郎                    |
| 85  | 5月17日        | オズの魔法使い 第3話                           | 才賀明         | 秦泉寺博 福田皖               |
| 86  | 5月24日        | なし売り仙人                                   | 市川忠造       | 木村一郎                      |
| 86  | 5月24日        | オズの魔法使い 最終回                          | 才賀明         | 原田益次 福田皖               |
| 87  | 5月31日        | ナルシスとエコー                               | 市川忠造       | 正延宏三                      |
| 87  | 5月31日        | 王子とこじき 第1話 入れ替わった王子            | おおのたけお   | 秦泉寺博 福田皖               |
| 88  | 6月7日         | ねずみの嫁入り                                 | 松岡志奈       | 佐野禎史                      |
| 88  | 6月7日         | 王子とこじき 第2話 街に追い出された王子        | おおのたけお   | 四辻たかお 福田皖             |
| 89  | 6月14日        | つぐみのくちばしの王子                         | 朝倉千筆       | 海老沢幸男                    |
| 89  | 6月14日        | 王子とこじき 第3話 危うし! エドワード王子      | おおのたけお   | 秦泉寺博 福田皖               |
| 90  | 6月21日        | 夏至の夜の話                                   | 松岡志奈       | 西牧秀夫 及川博史             |
| 90  | 6月21日        | 王子とこじき 第4話 ああ! 友情の涙              | おおのたけお   | 四辻たかお 武田政夫           |
| 91  | 6月28日        | 死神のくれた仕事                               | 市川忠造       | 藤みねお 椛島義夫             |
| 91  | 6月28日        | 王子とこじき 最終回 輝く王冠 誰の頭上に        | おおのたけお   | 秦泉寺博 武田政夫             |
| 92  | 7月5日         | 空をおよぐさかな                               | 久保田圭司     | 羽柴稔 山崎隆生               |
| 92  | 7月5日         | ああ無情 第1話 銀のスプーン                    | 朝倉千筆       | 秦泉寺博 吉岡とおる           |
| 93  | 7月12日        | おしゃれなクジャク                             | 久貴千賀子     | 徳田悦郎 高橋守               |
| 93  | 7月12日        | ああ無情 第2話 少女コゼット                    | 朝倉千筆       | 秦泉寺博 吉岡とおる           |
| 94  | 7月19日        | かえるの冒険                                   | 市川忠造       | 松戸完                        |
| 94  | 7月19日        | ああ無情 第3話 お母さんとの別れ                | 朝倉千筆       | 秦泉寺博 四辻たかお           |
| 95  | 7月26日        | ふしぎなオルガン                               | 木間瀬恵       | 佐野禎史 白川忠志             |
| 95  | 7月26日        | ああ無情 第4話 コゼットのしあわせ              | 朝倉千筆       | 秦泉寺博 福田皖               |
| 96  | 8月2日         | シカと海がめ                                   | 伊藤千津子     | 西牧秀夫                      |
| 96  | 8月2日         | ああ無情 第5話 夢見るコゼット                  | 朝倉千筆       | 秦泉寺博 福田皖               |
| 97  | 8月9日         | 少年とサメの王様                               | 杉本正子       | 海老沢幸男                    |
| 97  | 8月9日         | ああ無情 第6話 コゼットの夢と祈り              | 朝倉千筆       | 秦泉寺博 福田皖               |
| 98  | 8月16日        | クモになったアラクネ                           | 松岡志奈       | 四辻たかお 小林慶輝           |
| 98  | 8月16日        | ああ無情 第7話 コゼットの秘密                  | 朝倉千筆       | 秦泉寺博 福田皖               |
| 99  | 8月23日        | 星のコスモス                                   | 桜井正明       | 藤みねお 須田正己             |
| 99  | 8月23日        | ああ無情 第8話 コゼットのクリスマス            | 朝倉千筆       | 秦泉寺博 福田皖               |
| 100 | 8月30日        | 誕生日の秘密                                   | 芦沢俊郎       | 西牧秀夫 山崎隆生             |
| 100 | 8月30日        | ああ無情 第9話 コゼットへのプレゼント          | 朝倉千筆       | 秦泉寺博 福田皖               |
| 101 | 9月6日         | 星座・白鳥の涙                                 | 松岡志奈       | 青木悠三                      |
| 101 | 9月6日         | ああ無情 第10話 夢いっぱいのコゼット           | 朝倉千筆       | 秦泉寺博 福田皖               |
| 102 | 9月13日        | 魔法のゆびわ                                   | 桜井正明       | 羽柴稔 徳田悦郎               |
| 102 | 9月13日        | ああ無情 第11話 危機一髪のコゼット             | 朝倉千筆       | 秦泉寺博 福田皖               |
| 103 | 9月20日        | 赤毛のわんぱく酋長                             | 朝倉千筆       | 望月敬一郎                    |
| 103 | 9月20日        | ああ無情 第12話 ひとりぼっちのコゼット         | 朝倉千筆       | 秦泉寺博 福田皖               |
| 104 | 9月27日        | 影をなくした男                                 | 木間瀬恵       | 福田皖                        |
| 104 | 9月27日        | ああ無情 最終回 コゼットよさようなら           | 朝倉千筆       | 秦泉寺博 福田皖               |
| 105 | 10月11日       | 赤ずきんちゃん（再放送）                       | おおのたけお   | 千葉すみこ                    |
| 105 | 10月11日       | 小公女セーラ 第1話                             | 才賀明         | 秦泉寺博 福田皖               |
| 106 | 10月18日       | にんぎょ姫（再放送）                           | 朝倉千筆       | 大橋学 竹内啓雄               |
| 106 | 10月18日       | 小公女セーラ 第2話                             | 首藤剛志       | 四辻たかお 福田皖             |
| 107 | 10月25日       | おおかみと七ひきの子やぎ（再放送）             | 朝倉千筆       | 波多正美                      |
| 107 | 10月25日       | 小公女セーラ 第3話                             | 首藤剛志       | 秦泉寺博 福田皖               |
| 108 | 11月1日        | ヘンゼルとグレーテル（再放送）                 | 久保田圭司     | 立花遊                        |
| 108 | 11月1日        | 小公女セーラ 第4話                             | 首藤剛志       | 四辻たかお 福田皖             |
| 109 | 11月8日        | 幸福の王子（再放送）                           | 片岡輝         | 高屋敷英夫                    |
| 109 | 11月8日        | 小公女セーラ 第5話                             | 才賀明         | 秦泉寺博 福田皖               |
| 110 | 11月15日       | 鐘をならしたきじ（再放送）                     | 久保田圭司     | 平岡敏之                      |
| 110 | 11月15日       | 小公女セーラ 第6話                             | 首藤剛志       | 四辻たかお 福田皖             |
| 111 | 11月29日       | ナイチンゲールとばら（再放送）                 | 石井宏         | 竹内啓雄                      |
| 111 | 11月29日       | 小公女セーラ 第7話                             | 首藤剛志       | 秦泉寺博 福田皖               |
| 112 | 12月6日        | ヘビとおしゃべりかみさん                       | 朝倉千筆       | 遠藤克己                      |
| 112 | 12月6日        | 小公女セーラ 第8話                             | 才賀明         | 四辻たかお 福田皖             |
| 113 | 12月13日       | マーリャンと魔法の筆                           | 五十嵐ひろみ   | 藤みねお                      |
| 113 | 12月13日       | 小公女セーラ 第9話                             | 才賀明         | 秦泉寺博 福田皖               |
| 114 | 12月20日       | クリスマスの贈りもの                           | 朝倉千筆       | 海老沢幸男                    |
| 114 | 12月20日       | 小公女セーラ 第10話                            | 首藤剛志       | 四辻たかお 福田皖             |
| 115 | 12月27日       | マッチうりの少女（再放送）                     | 朝倉千筆       | 村野守美                      |
| 115 | 12月27日       | 小公女セーラ 最終回                            | 首藤剛志       | 秦泉寺博 福田皖               |
| 116 | 1979年 1月10日 | おおかみと老犬ズルタン                         | 佐藤茂         | 福原悠一                      |
| 116 | 1979年 1月10日 | クオレ愛の学校 第1話                           | いしもりふみお | 四辻たかお 福田皖             |
| 117 | 1月17日        | 王さまと100匹のうさぎ                          | 朝倉千筆       | 望月敬一郎                    |
| 117 | 1月17日        | クオレ愛の学校 第2話                           | いしもりふみお | 秦泉寺博 福田皖               |
| 118 | 1月24日        | インデアンのシンデレラ姫                       | 五十嵐ひろみ   | 秦泉寺博 加藤政志             |
| 118 | 1月24日        | クオレ愛の学校 第3話                           | 松岡志奈       | 四辻たかお 福田皖             |
| 119 | 1月31日        | 巨人退治のペテル                               | 久貴千賀子     | 福原悠一                      |
| 119 | 1月31日        | クオレ愛の学校 最終回                          | 松岡志奈       | 秦泉寺博 福田皖               |
| 120 | 2月7日         | ルパンもびっくり!どろぼうの名人                | 朝倉千筆       | 百瀬義行                      |
| 120 | 2月7日         | 冒険シンドバッド 第1話                         | 佐藤茂         | 四辻たかお 福田皖             |
| 121 | 2月14日        | ちえくらべ!王さまと娘                          | 桜井正明       | 福田皖                        |
| 121 | 2月14日        | 冒険シンドバッド 第2話                         | 佐藤茂         | 秦泉寺博 福田皖               |
| 122 | 2月21日        | 蛙の王子さま                                   | 朝倉千筆       | 藤みねお                      |
| 122 | 2月21日        | 冒険シンドバッド 第3話                         | 佐藤茂         | 四辻たかお 福田皖             |
| 123 | 2月28日        | おやつの前におばけ退治                         | 佐藤茂         | 小湊昇                        |
| 123 | 2月28日        | 冒険シンドバッド 最終回                        | 佐藤茂         | 秦泉寺博 福田皖               |
| 124 | 3月7日         | 小さなヘーベルマン                             | 桜井正明       | さかいあきお                  |
| 124 | 3月7日         | ピノキオの冒険 第1話                           | 三沢もとこ     | 秦泉寺博 北島信幸             |
| 125 | 3月14日        | チチロの願い                                   | 朝倉千筆       | 細谷秋夫                      |
| 125 | 3月14日        | ピノキオの冒険 第2話                           | 三沢もとこ     | 四辻たかお 北島信幸           |
| 126 | 3月21日        | ぶた飼い王子                                   | 松田昭三       | 阿蘇大                        |
| 126 | 3月21日        | ピノキオの冒険 第3話                           | 三沢もとこ     | 四辻たかお 北島信幸           |
| 127 | 3月28日        | マルーシカの塩                                 | 朝倉千筆       | こさこ吉重                    |
| 127 | 3月28日        | ピノキオの冒険 最終回                          | 三沢もとこ     | 秦泉寺博 北島信幸             |

## 放送局
※1978年11月時点の放送時間の出典は個別に提示されているものを除き「全国放映リスト」『アニメージュ』1978年12月号、徳間書店、50 - 52頁。
- TBS（制作局）：木曜 19:00 - 19:30 → 水曜 19:00 - 19:30
- 北海道放送：水曜 19:00 - 19:30（1978年11月時点）
- 青森テレビ：土曜 17:30 - 18:00（1977年1月時点）[3]→水曜 19:00 - 19:30（1978年11月時点）
- 岩手放送：木曜 19:00 - 19:30（1976年10月時点） → 水曜 19:00 - 19:30（1978年4月時点）[4]
- 東北放送：木曜 19:00 - 19:30（1976年10月時点） → 水曜 19:00 - 19:30（1978年4月時点）[4]
- 秋田放送：木曜 17:30 - 18:00（1977年11月時点）
- 山形放送：木曜 17:30 - 18:00（1977年5月時点）[5]
- 福島テレビ：日曜 11:00 - 11:30（1978年3月まで） → 水曜 19:00 - 19:30（1978年4月から）[6]
- 新潟放送：金曜 18:00 - 18:30（1977年2月時点）[7]→水曜 19:00 - 19:30（1978年11月時点）
- 信越放送：水曜 17:30 - 18:00（1977年5月時点）[8] → 水曜 19:00 - 19:30（1978年11月時点）[9]
- テレビ山梨：水曜 19:00 - 19:30（1978年11月時点）
- 北日本放送：木曜 17:00 - 17:30（1976年11月時点）[10]
- 北陸放送：金曜 17:30 - 18:00（1976年10月8日放送開始）[11]→水曜 19:00 - 19:30（1978年11月時点）
- 福井放送：日曜 17:30 - 18:00（1976年11月時点）[12]→火曜 18:00 - 18:30（1978年11月時点）
- 静岡放送：水曜 19:00 - 19:30（1978年11月時点）
- 中部日本放送：金曜17:30-18:00(1976年10月時点)→金曜17:25-17:55(1978年3月時点)→水曜 19:00 - 19:30（1978年11月時点）
- 毎日放送：水曜 19:00 - 19:30（1978年11月時点）
- 山陰放送：水曜 19:00 - 19:30（1978年11月時点）
- 山陽放送：水曜 19:00 - 19:30（1978年11月時点、本放送当時は岡山県のみで放送）
- 中国放送：水曜 19:00 - 19:30（1978年11月時点）
- テレビ山口：水曜 17:00 - 17:30（1978年11月時点）
- 四国放送：木曜 17:30 - 18:00（1979年7月12日まで放送[13]）
- 南海放送：金曜 17:25 - 17:55（1978年11月時点）
- テレビ高知：水曜 18:55 - 19:25（1978年11月時点、5分先行）
- RKB毎日放送：水曜 19:00 - 19:30（1978年11月時点）
- 長崎放送：水曜 19:00 - 19:30（1978年11月時点）
- 熊本放送：水曜 19:00 - 19:30（1978年11月時点）
- 大分放送：水曜 19:00 - 19:30（1978年11月時点）
- 宮崎放送：土曜 17:00 - 17:30（1977年9月時点）[14]→水曜 19:00 - 19:30（1978年11月時点）
- 南日本放送：土曜 17:00 - 17:30（1977年9月時点）[14]→水曜 19:00 - 19:30（1978年11月時点）
- 琉球放送：水曜 19:00 - 19:30（1978年11月時点）